# Hantavírus
Orthohantavírus é um gênero que agrupa vários vírus ARN, pertencente à família Hantaviridae. São vírus esféricos, envelopados, medem cerca de 80 a 120nm, possuem RNA viral de fita simples, trissegmentado, com polaridade negativa transmitidos por roedores. Estão amplamente distribuídos pelo mundo.

## Classificação
Na América do Sul duas espécies patogênicas podem ser encontradas: o Andes virus (também chamado de Oran, Castelo de Sonhos, Lechiguanas, Juquitiba, Araraquara, e vírus Bermejo, entre muitos outros sinônimos) e Laguna Negra virus, um parente próximo do Rio Mamoré virus.

## Transmissão
Existem sete gêneros dentro da família bunyaviridae, geralmente tendo artrópodes como vetor, porém hantavírus é transmitido apenas por roedores silvestres. Na América do Sul são transmitidos por roedores silvestres americanos da família Muridae, subfamília Sigmodontinae. Não são transmitidos por ratos urbanos ou domésticos, portanto geralmente aparece em ambientes rurais. Roedores da subfamília Arvicolinae podem ser infectados por outros hantavírus, mas não os transmitem a humanos.
Existem vários modos de transmissão desse vírus:
- Inalação de partículas virais aerossolizadas, presentes nos excrementos ou saliva dos roedores (mais frequente)
- Contato direto com mucosas ou feridas infectadas, inclusive entre humanos (incomum)[4]
- Ingestão de água ou alimentos contaminados pelo vírus (incomum)
- Mordida de animais contaminados (raro)

## História
A palavra é derivada do rio Hantan, onde o vírus Hantaan (o agente etiológico da febre hemorrágica coreana) foi isolado pela primeira vez pelo Dr. Lee Ho-Wang. A doença associada a vírus Hantaan é a febre hemorrágica com síndrome renal, um termo que é aceito pela Organização Mundial de Saúde.
Os Hantavírus constituem uma relativamente recém-descoberta classe de vírus; segundo a entidade HFRS a doença foi pela primeira vez reconhecido pela medicina ocidental durante a Guerra da Coreia, no início dos anos de 1950. Em 1993, uma espécie de hantavírus foi encontrada como causadora da síndrome cardiopulmonar por hantavírus, causada pelo vírus Sin Nombre, no Novo México e em outros quatro estados. Além de Hantaan vírus e o vírus Sin Nombre.
Regiões especialmente afetadas por HFRS incluem a China, a península da Coreia, Rússia (Hantaan, Seoul Puumala e vírus), e e Europa Ocidental (Puumala e Dobrava vírus). As regiões com os mais elevados índices de HCPS incluem Patagónia, Argentina, Chile, Brasil, Estados Unidos, Canadá, e do Panamá. Os dois agentes da HCPS na América do Sul são vírus (também chamados de Oran, Castelo de Sonhos, Lechiguanas, Juquitiba, Araraquara, Bermejo e vírus, entre muitos outros sinônimos).

## Patologias
Os hantavírus causam:
- Febre hemorrágica viral, causado também por diversos outros vírus.
- Febre hemorrágica com síndrome renal (FHSR), apenas espécies da Europa, Ásia e África.
- Síndrome pulmonar por hantavírus (SPHV), apenas espécies das Américas.

### Febre hemorrágica viral
Febres hemorrágicas virais são um grupo de doenças encontradas por todo o mundo e causadas por quatro famílias de vírus: Arenavirus, Filoviridae, Bunyaviridae e Flavivirus. Estas febres são características por afetar muitos órgãos simultaneamente, lesionar os vasos sanguíneos, manchas vermelhas pela pele e prejudicar a capacidade do corpo para se auto-regular. Geralmente cada vírus se restringe a uma pequena região e recebe o nome da região ou país onde se encontra, por exemplo: a Febre hemorrágica argentina, a Febre hemorrágica boliviana e a Febre hemorrágica brasileira.

### Febre hemorrágica com síndrome renal
A Febre hemorrágica com síndrome renal por hantavírus, encontrada apenas no Velho Mundo, tem um tempo de incubação de 2 a 4 semanas em seres humanos, antes de ocorrer sintomas de infeção. Estes sintomas podem ser divididos em cinco fases:
- Fase febril: Os sintomas incluem febre, calafrios, mal-estar, dores de cabeça, náuseas, dor abdominal e dor nas costas, problemas respiratórios, tais como os causados pelo vírus da gripe comum, assim como problemas gastro-intestinais. Estes sintomas normalmente ocorrem de três a sete dias.

- Fase hipotensora: Isso ocorre quando os níveis de plaquetas sanguíneas estão em queda e os sintomas podem levar à hipoxemia e taquicardia. Esta fase pode durar 2 dias.

- Fase oligúrica: Esta fase tem a duração de três a sete dias e é caracterizada pelo aparecimento de insuficiência renal e proteinúria.

- Fase diureica: Esta é caracterizada por diurese de 3 a 6 litros por dia, que podem durar vários dias e até semanas.

- Fase convalescente: Isto normalmente ocorre quando se inicia a recuperação e os sintomas começam a desaparecer.

### Síndrome pulmonar por Hantavírus
A Síndrome pulmonar por hantavírus (SPH) é uma doença com alta mortalidade transmitida por roedores infetados através da urina, fezes ou saliva. O ser humano adquire esta doença através das vias respiratórias superiores, ou seja, através do ar. Quanto mais rapidamente for detectada, mais chances o homem tem de sobreviver, já que há o combate contra os sintomas da doença.
Estes sintomas, que são muito semelhantes às HFRS, incluem taquicardia e taquipneia. Essas condições podem levar a uma fase cardiopulmonar, em que choques cardiovasculares podem ocorrer e a internação do paciente se faz necessária. Os seres humanos podem desenvolver a doença através da inalação do vírus pelo ar. A SPH foi primeiramente reconhecida em 1993 e desde então tem sido identificada em todos os Estados Unidos. Embora raros, os casos de SPH são  potencialmente mortais. O controle de roedores continua a ser a principal estratégia para a prevenção de infeções por hantavírus.

## Patogênese
A patogênese da infeção por hantavírus não é clara porque existe uma falta de modelos animais (ratos e camundongos não parecem adquirir a doença grave). Embora a replicação principal não seja clara, em ambos, HFRS e SPH, o principal efeito é o dos vasos sanguíneos. Existe um aumento da permeabilidade vascular e diminuição da pressão arterial devido à disfunção endotelial. Em HFPS, o dano mais dramático é observado nos rins, enquanto que na SPH, o baço e pulmão são os mais afetados.